# Písník

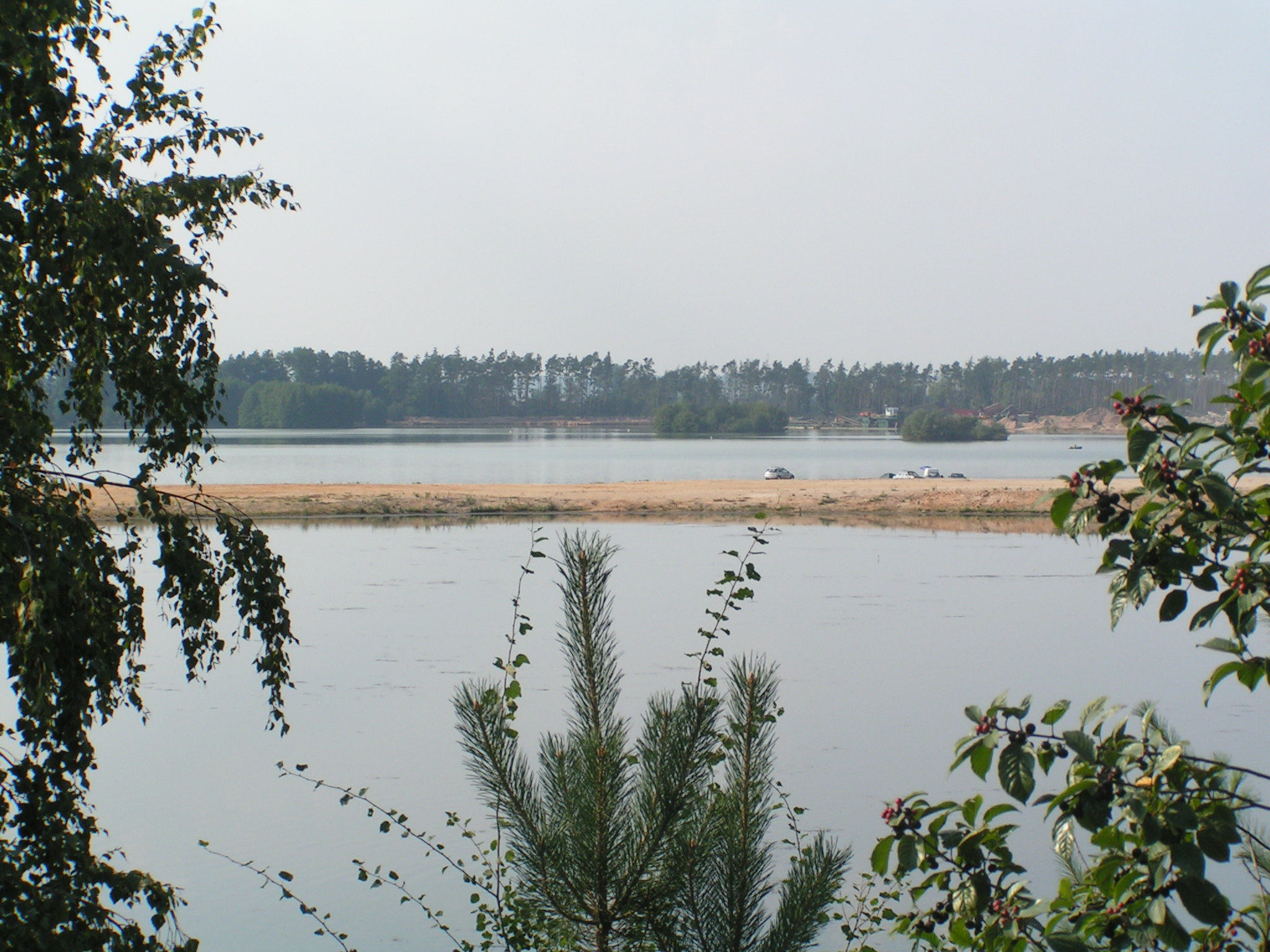
Pískovna Pamětník u Štíta, obec Klamoš

Písník (též lidově písák či zatopené štěrkopískoviště) je typ antropogenního jezera. Vzniká úmyslným/neúmyslným zatopením pískovny nebo štěrkovny po vytěžení písku nebo štěrku v případě ukončení těžby z jiného důvodu. Při některých technologiích je těžební prostor zatopen již při těžbě, která se provádí ze břehu nebo z plovoucích strojů.

## Výskyt
- Česko – Polabí, Lužnice, Morava, Bečva, Odra, Labe, Hlučínské jezero
- Slovensko – Bratislava, Senec
- Polsko – Krakov, Gliwice
- Chorvatsko – Čiče

## Využití
Písníky jsou po ukončení těžby, resp. v částech, v nichž těžba neprobíhá, obvykle využívány ke sportu, rekreaci, rybolovu nebo jsou přírodními rezervacemi.